# Fontaine de Zähringen
La fontaine de Zähringen, appelée en allemand Zähringerbrunnen, est une fontaine située dans la vieille-ville de Berne, en Suisse.

## Histoire
La fontaine a probablement été construite autour de 1535, comme hommage au fondateur de la ville de Berne, Berthold V de Zähringen. Le bassin, quant à lui date de 1542 et a été remplacé en 1889 ; à la même date, la colonne et la statue ont été repeintes. Originellement octogonal, le bassin est maintenant l'exacte copie de la Fontaine du joueur de cornemuse (Pfeiferbrunnen).

## Description
La statue qui se dresse sur une colonne au-dessus de la fontaine représente un ours en armure avec un second ours à ses pieds et rappelle l'animal que le fondateur aurait tué, selon la légende, sur la péninsule formée par l'Aar alors qu'il cherchait une place pour fonder une nouvelle ville. L'ours porte un bouclier et une bannière, tous deux frappés du blason de la famille Zähringen.
La fontaine est inscrite comme bien culturel suisse d'importance nationale.

## Source
- (en) Cet article est partiellement ou en totalité issu de l’article de Wikipédia en anglais intitulé « Zãhringerbrunnen » (voir la liste des auteurs).